# Stenodactylus grandiceps
Stenodactylus grandiceps (короткопалий гекон йорданський) — вид геконоподібних ящірок родини геконових (Gekkonidae). Мешкає на Близькому Сході.

## Опис
Stenodactylus grandiceps — гекони середнього розміру, довжина яких (без врахування хвоста) становить 55 мм.

## Поширення і екологія
Йорданські короткопалі гекони поширені від Йорданії до Сирії, південно-західної Туреччини і північно-західного Ірака, трапляються на півночі Саудівської Аравії. Вони віддають перевагу гравійним рівнинам, твердим піщаним і глинистим ґрунтам, іноді порослих рослинністю.